# 一石橋

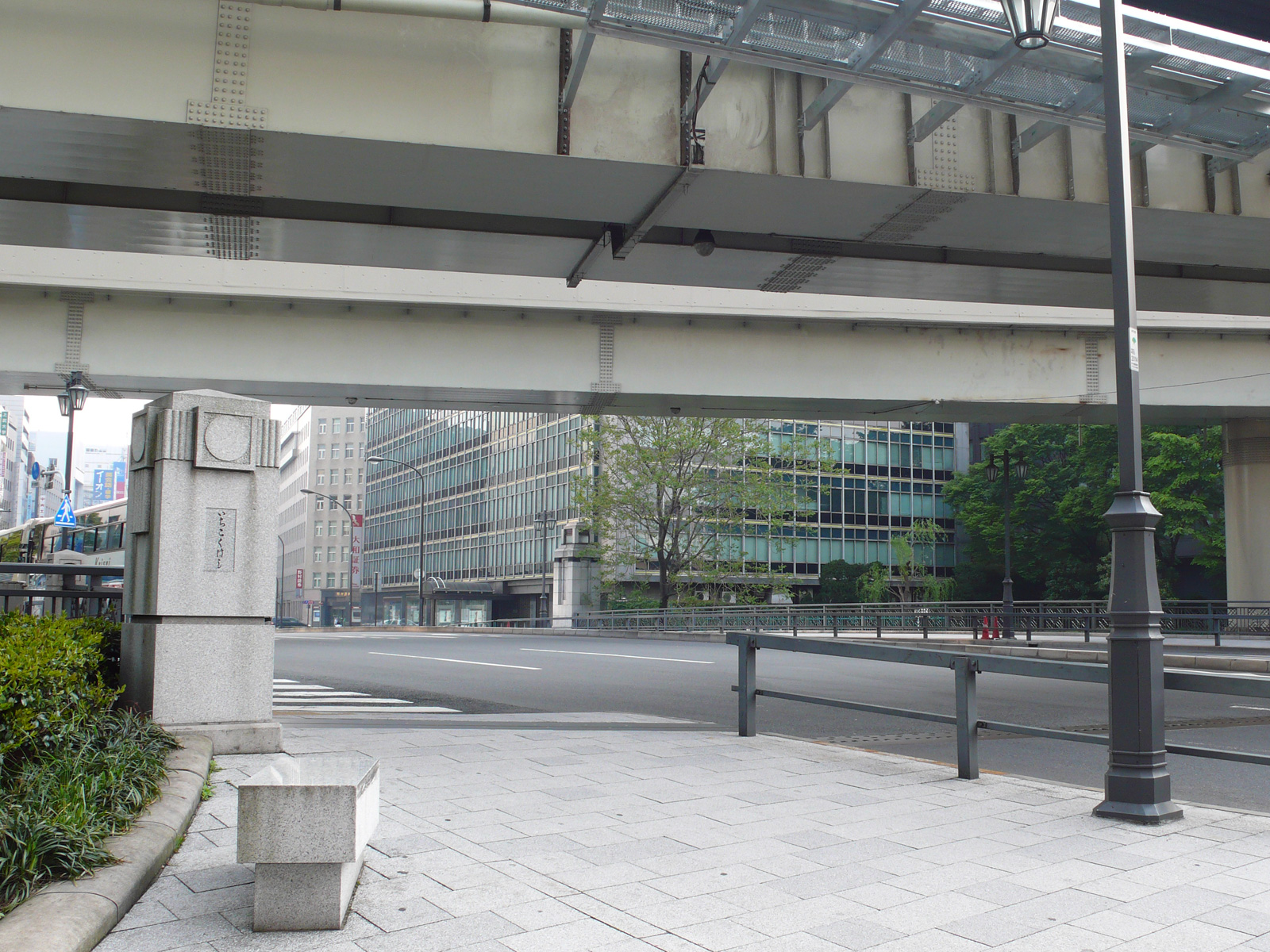
東京都中央区から。（2008年4月）

一石橋（いちこくばし、いっこくばし）は、東京都中央区にて日本橋川に架かる橋。東京都道405号外濠環状線（通称「外堀通り」）を通す。南岸は中央区八重洲一丁目、北岸は中央区日本橋本石町一丁目。皇居（旧江戸城）外濠（外濠川）と日本橋川の分岐点に架橋され、日本橋川に架かる橋では最も低い橋である。首都高速道路の日本橋区間地下化事業に伴い、2040年度末の完成を目指して架替工事が行われている。

## 現在の橋の概要
- 構造形式 （下流側）2径間連続鋼床版鈑桁橋 （上流側）2径間連続RC床版鈑桁橋
- 橋長 （下流側）50.205 m （上流側）50.494 m
- 幅員 16.5 m
- 桁下 AP+4.2 m
- 着工 1999年（平成11年）3月19日
- 竣工 2000年（平成12年）6月20日
- 発注 首都高速道路公団
- 制作 佐藤鉄工

## 橋の歴史
江戸時代初期の「武州豊島郡江戸庄図」に既に元となる木橋の記載が見られる。
北橋詰の本両替町に幕府金座御用の後藤庄三郎、南橋詰の呉服町に御用呉服商の後藤縫殿助の屋敷があり、当時の橋が破損した際に、これらの両後藤の援助により再建された。そのため後藤の読みから「五斗」、「五斗＋五斗で一石」ともじった洒落から一石橋と名付けられたと伝わる。またそのまま「後藤橋」とも呼ばれていた。一方、『十方庵遊歴雑記』によると、幕府がここで永楽銭一貫と米一石を交換したことに由来するという説もある。江戸期を通して神田地区と日本橋地区を結ぶ重要な橋であった。
木橋としては1873年（明治6年）の架け替えが最後で、当時の記録には橋長十四間、幅員三間とある。1922年（大正11年）6月に東京市道路局によって花崗岩張りのRCアーチ橋として改架された。橋長43 m、幅員27 mで親柱は4本、袖柱は8本。中央部には市電を通す構造で、翌1923年（大正12年）9月の関東大震災にも耐え抜いた。
1963年（昭和38年）12月に首都高速都心環状線の京橋出入口〜呉服橋出入口間が開通した際に、下流側橋詰に呉服橋出入口を設置するために親柱2本を撤去、さらに1973年（昭和48年）には鈑桁橋に改修される際に袖柱4本も撤去、上流側に親柱2本が残るのみとなってしまう。
さらに老朽化と拡幅のために1997年（平成9年）の大改修時に撤去となるところであったが、関東大震災以前のRCアーチ橋のものとしては、都内最古の親柱として貴重な近代文化遺産であることが認められ、2002年（平成14年）に南詰下流側の親柱1本を中央区が区民有形文化財建造物に指定し、保存されることとなった。
首都高速道路の日本橋区間地下化事業に伴い、一部幹線道路の道幅を拡張整備することが決定され、その区間に含まれる一石橋は幅員を約40メートルに広げることが決定された。このため2023年（令和5年）度末より橋の架替え工事が開始されており、2024年（令和6年）現在は下流側の橋を撤去中である。下流側を撤去・新規架設した後は上流側を撤去・新規架設し、地下化事業が完了する2040年（令和22年）度に橋の架替えも完了する予定となっている。

## 八つ見の橋

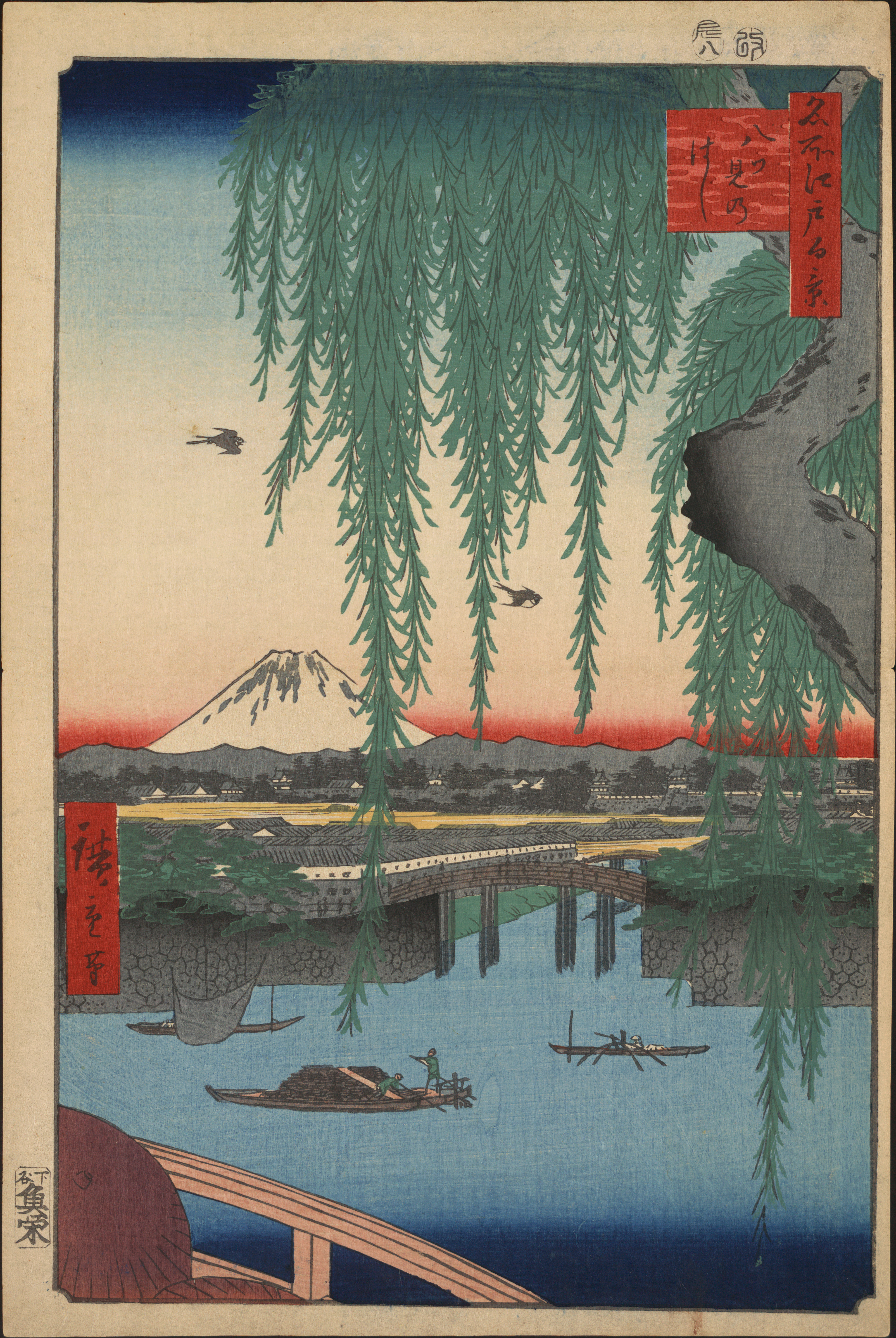
八ツ見のはし（名所江戸百景より）

一石橋はその名を「八つ見橋」や「八橋」とも呼ばれた。『増補版江戸惣鹿子名所大全』によると、橋上に立つと自身も含めて八つの橋（外濠の常盤橋 (日本橋川)・呉服橋・鍛冶橋、日本橋川の一石橋・日本橋・江戸橋、道三堀の銭瓶橋・道三橋）が見渡せたことが由来で江戸の名所のひとつであった。歌川広重が名所江戸百景において「八ツ見のはし」として描いている。
現在は一石橋以南の外濠と、道三堀が埋め立てられ、橋上を通る首都高速都心環状線の橋脚が見通しを遮ってしまっているため、わずかに常磐橋とあとから作られた常盤橋、西河岸橋が見えるのみである。

## 満よひ子の志るべ

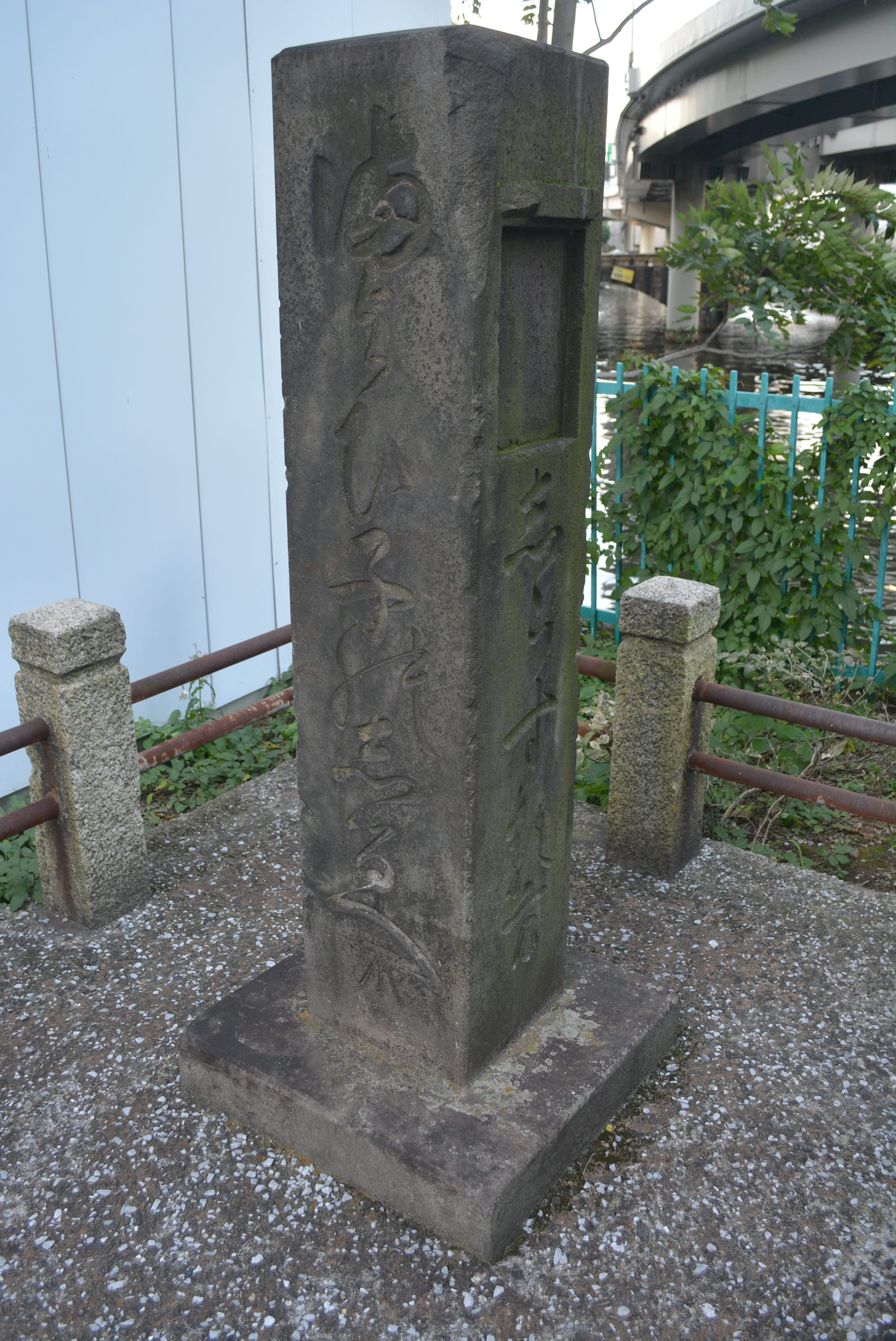
満よひ子の志るべ

江戸期〜明治期にかけて付近はかなりの繁華街であり、迷い子が多く出た。当時は迷い子は地元が責任を持って保護するという決まりがあり、地元西河岸町の人々によって1857年（安政4年）2月に「満よひ子の志るべ（迷い子のしるべ）」が南詰に建てられた。
しるべの右側には「志（知）らする方」、左側には「たづぬる方」と彫られて、上部に窪みがある。使用法は左側の窪みに迷子や尋ね人の特徴を書いた紙を貼り、それを見た通行人の中で心当たりがある場合は、その旨を書いた紙を窪みに貼って迷子、尋ね人を知らせたという。このほか浅草寺境内や湯島天神境内（奇縁氷人石）、両国橋橋詰など往来の多い場所に数多く設置された。
1942年（昭和17年）9月に東京都指定旧跡に指定され、1983年（昭和58年）5月6日に種別変更され東京都指定有形文化財（歴史資料）に指定されている。

## 交通
アクセス
- 東京地下鉄三越前駅（○半蔵門線）より出口すぐ

## 隣の橋
- 日本橋川

（上流） - 常盤橋 - 一石橋 - 西河岸橋 - （下流）